# لاوكون وأبناؤه
تمثال لاوكون وأبناؤه Laocoön and His Sons (أو مجموعة لاوكون) تمثال تذكاري ضخم من المرمر يوجد حاليا في متاحف الفاتيكان في روما. نسبه الكاتب الروماني بلينيوس الكبير إلى ثلاثة نحاتين من جزيرة رودس هم أجيساندر وأثينودوروس وبوليدوروس.
ويصور التمثال الكاهن الطروادي لاكون وأبناءه أنتيفانتس وثيمبرايوس يصارعون أفاعي بحرية. والقصة هي أنه بعد عشر سنوات من حصار طروادة تظاهر الإغريق بإنهاء الحصار والرغبة في السلام مع الطرواديين، وأرسلوا هدية عبارة عن حصان خشبي. لكن لاكون الكاهن حذرهم من قبول الهدية وإدخال الحصان الخشبي داخل أسوار المدينة.
وبينما كان لاكون على شاطئ البحر هو وأبناؤه هاجمتهم حيتان بحرية وضربتهم حتى الموت. فاعتقد الطرواديون أن الذي حدث للاكون هو عقاب إلهي، فأبوا الاستماع إلى تحذيره، وأدخلوا الحصان الخشبي إلى المدينة. لكن لاكون كان مصيبا لأن الإغريق كانوا يخفون جنودا داخل الحصان، فخرجوا منه منتصف الليل ونجحوا في احتلال المدينة.

## الموضوع
جاءت قصة لاوكون، كاهن طروادة، من الحلقة الملحمية اليونانية في حروب طروادة، على الرغم من أنها لم تذكر من قبل هوميروس. لقد كان موضوعًا تراجيديًا كتبه سوفوكليس وذكره كتاب يونانيون آخرون، على الرغم من اختلاف الأحداث حول هجوم الثعابين اختلافًا كبيرًا. أشهر الروايات عن هذه موجودة الآن في الإنيادة لفيرجيل، لكن هذا يعود إلى ما بين 29 و19 قبل الميلاد، والذي ربما يكون متأخرًا عن زمن التمثال. مع ذلك، يرى بعض الباحثين المجموعة على أنها تصوير للمشهد كما وصفه فيرجيل.
في إصدار فيرجيل، كان لاكون كاهنًا لبوسيدون، قُتل مع أبنائه بعد محاولته كشف حيلة حصان طروادة من خلال طعن الحصان بحربة. من جهة أخرى في إصدار سوفوكليس، كان لاكون كاهنًا لأبولو، وكان ينبغي أن يظل عازبًا لكنه تزوج. قتلت الثعابين اثنين من أبنائه فقط، وقُتل هو لأنه مارس الجنس مع زوجته في معبد بوسيدون، أو لمجرد تقديمه أضحية في المعبد بوجود زوجته. في هذه المجموعة الثانية من الإصدارات، أُرسلت الثعابين بأمر من بوسيدون، وفي الإصدارات الأولى من قبل بوسيدون وأثينا، أو أبولو، وقد فسر الطرواديون الوفيات على أنها دليل أن الحصان كان شيئًا مقدسًا. يمتلك كل إصدار من الاثنين حكمة أخلاقية مختلفة: إما أن لاكون قد عوقب لارتكابه خطًأ أو لكونه على صواب.

صورت الثعابين وهي تعض وتخنق لاوكون في نفس الوقت، وربما يُقصد بها أنها سامة كما في إصدار فيرجيل. اعتقد بيترو أريتينو بذلك، مدح المجموعة عام 1537:
...الثعبانان، في مهاجمتهما للشخصيات الثلاثة، أظهرت ما هو أكثر مشاهد الخوف والمعاناة والموت لفتًا للنظر. يظهر الشاب الذي يلتف عليه الثعبانان خائفًا، ويظهر الرجل العجوز وهو يتعذب من ضربات الأنياب، ويُحتضر الطفل الذي تلقى السم.
يستطيع الابن الأكبر الهروب في رواية يونانية واحدة على الأقل للقصة، ويبدو أن التكوين يسمح بهذا الاحتمال.

## التاريخ

### العصور القديمة
اتُفق أن أسلوب العمل هو نفسه الأسلوب الهلنستي «الباروك البيرغاموني» الذي نشأ في آسيا الصغرى اليونانية نحو 200 قبل الميلاد، ومن أشهر أعماله الأصلية بلا شك، مذبح بيرغامون، الذي يعود تاريخه لنحو 180- 160 قبل الميلاد، وهو اليوم في برلين. يظهر هنا ألكيونيس في وضع وحالة (بما في ذلك الثعابين)، تشبه إلى حد كبير وضع وحالة لاوكون، على الرغم من أسلوب لاوكون «أكثر مرونة ووحشية في مبادئه» من أسلوب المذبح.
يُعد تنفيذ لاوكون جيدًا للغاية في كل مكان فقد حُسب التكوين بعناية شديدة، على الرغم من أن المجموعة تبدو وكأنها خضعت لتعديلات في العصور القديمة. يظهر الولدان صغيرا الحجم مقارنة بأبيهما، وهذا ما يزيد من تأثير الشخصية المركزية. غالبًا ما يُعتقد أن الرخام الأبيض الناعم المستخدم يوناني الأصل، لكن لم يجري تحديده من خلال التحليل.